# Виктор Розенцвајг
Виктор Розенцвајг (Рума, 1914 — Загреб, 1941) био је српски песник јеврејског порекла и револуционар.

## Биографија
Гимназију учи у Новом Саду, где школовање накратко прекида после четвртог разреда, из материјалних разлога. Касније у Београду студира технику, али прекида након две године, и сели се у Загреб, где уписује Ветеринарски факултет. Сарађује са Летописом Матице српске у Новом Саду, у Гласу омладине у Загребу и београдском Часопису живих. Члан СКОЈ-а је постао још у гимназији, а члан КПЈ 1934. 1935. је ухапшен и осуђен на робију од шест месеци.
1939. у Загребу издаје једину самосталну збирку песама Наш живот, под псеудонимом Витомир Јовановић, а познат је и као врстан есејистичар. Ствара све до 1941, када у Загребу дочекује рат, када од власти НДХ бива ухапшен, као Јеврејин, и спроведен у логор Керестинец, одакле је одведен 8. јула исте године, и дан касније стрељан на Максимиру, са још неким познатим јеврејским комунистима као што су Отокар Кершовани, Божидар Аџија, Огњен Прица и други.
У књизи Живана Милисавца Посмртни сусрети петорице, аутор говори о кругу пет младих аутора из Војводине који су пали као жртве НОБ-а: Владимир Коларов Коча, Дејан Бранков, Милоје Чиплић, Бранко Бајић и Виктор Розенцвајг. Он наводи да се, пред пресељење у Загреб, Розенцвајг одвојио од другова, што је безуспешно покушао да оправда поменутом збирком песама, изазивајући само контраефекат. Исти аутор помиње да је Розенцвајг на факултетима на којим је студирао био један од најизграђенијих марксиста.

## Теме
Са својим рођаком, Алфредом (псеудоним Ненад Митров), Розенцвајг се убраја у једне од ретких јеврејских међуратних песника у Југославији, који отворено пева о антисемитизму, развратном животу, али и оптимистичне, социјалистичке песме и песме посвећене Војводини.

## Занимљивости
У ТВ серији Непокорени град, лик Виктора Розенцвајга, у две епизоде тумачи глумац Борис Бакал, и рецитује песникове стихове из песама III и Ако не буде рата.